# Науково-популярний фільм
Науково-популярний фільм — жанр (вид) кінодокументалістики, завданням якого є оприлюднити наукові відомості, факт і результати досліджень, описати на рівні загальних понять (тобто «популярною мовою») наукові гіпотези, ідеї, відкриття, погляди. Може стосуватися як вже добре вивчених питань, так і тих, що перебувають у процесі розробки, «на вістрі» науки. Таким чином науково-популярні фільми також популяризують (пропагують) глядачам по суті і сам науковий метод для сприйняття навколишньої дійсності.
У науково-популярному фільмі можуть використовуватися дані декількох наук, проте серед них одна є основною, а решта — доповнюють (напр. аргументують та/або опонують). Предметом фільму може бути також міждисциплінарна полеміка.

## Особливості
Науково-популярні фільми на відміну від, наприклад від хронікально-документальних фільмів зосереджують увагу на науковій стороні мислення, на досягненнях наук і виробляють науковий підхід до життя.
А об'єднує цей вид фільмів з усіма вище перерахованими спільна для всього документального кіно завдання: «розповісти нам про світ, в якому ми живемо» (Х'ю Бедлі).

### Завдання
Фільм може бути засобом (медіа):
- навчання;
- дослідження;
- пропаганди (науки, товару, технології, релігії тощо);
- хроніки;
- публіцистики.

### Техніка
- Кінематографічна (оптичний носій — кіноплівка).
- Відео (аналогові/цифрові носії).
- Комп'ютер (мультимедіа; тобто за допомогою графічних програм).

Сучасне фільмовиробництво найчастіше використовує комбінацію доступних технік, проте у результаті продукт представляється для прокату на якомусь одному носії («переводиться в формат»).

### Засоби прокату
- Телефільм (для телемовлення мережі; на відео-носіях)
- Кінофільм (для прокату в мережі кінотеатрів)
- Мережеве відео (для трансляції в Веб)

### Режисери науково-популярного кіно
- Ян Артус Бертранд
- Дмитро Боголєпов
- Гейл Віллмсен
- Пітер Йозеф
- Ден Кліфтон
- Павло Клушанцев
- Майкл Кремо
- Кріс Лент
- Валерія Ловкова
- Клод Нурідзані
- Марі Перені
- Семен Райтбурт
- Лені Ріфеншталь
- Фелікс Соболєв
- Джеймс Твайман
- Девід Де Фриз
- Джон Хеільманн
- Ігор Панчук
- Андрій Вінницький
- Леонід Любченко